# قصعين
القصعين  أو المريمية أو القُوَيسة أو القُويَصة أو الناعمة أو الشافية (الاسم العلمي: Salvia) هو جنس نباتي يتبع الفصيلة الشفوية من رتبة الشفويات.
اسمه اللاتيني (باللاتينية: Salvia) يأتي من فعل "(باللاتينية: Salvare)" الذي يعني «يشفي» أو «ينقذ» باللاتينيّة. هذه الخاصّية معروفة لدى العوامّ من الناس في المشرق العربي لأحد أنواع هذا الجنس وهو القصعين الطبي (باللاتينية: Salvia officinalis). يحتوي هذا الجنس على أكثر من 959 نوعاً مقبولاً منتشرة في أرجاء العالم المشمسة.

## النوع النموذجي
النوع النموذجي لهذا الجنس هو القصعين المخزني أو القصعين أو الميرمية أو المريمية أو العيزقان أو السالمية.

## الأهمية الطبية

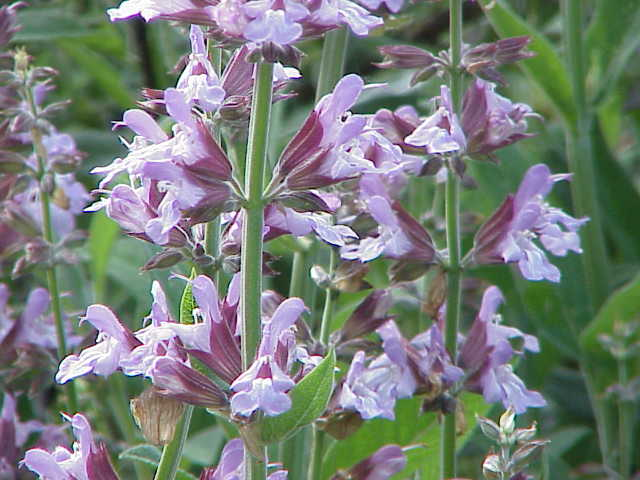
Salvia

للكثير من أنواع هذا الجنس استعمالات طبية مهمة. أهم الأنواع طبيا هو القصعين المخزني (المسمى شعبيا المريمية) الذي يستخدم في الطب الشعبي العربي منذ القدم، ويُنسب له الكثير من الفوائد الطبية.
أحد هذه الأنواع (باللاتينية: Salvia divinorum) يستخدم في أميركا الجنوبيّة في طقوس ربّما يمكن اعتبارها شعوذة، لخصائصها النفسية. بينما مزج بعض الهنود الحمر هذه النبتة مع دهون الدبّ لعلاج بعض المشاكل الجلديّة.